# A (電気グルーヴのアルバム)
『A』（エース）は、日本の音楽ユニットである電気グルーヴの8枚目のオリジナル・アルバム。
1997年5月14日にキューン・ソニーレコードよりリリースされた。前作『ORANGE』（1996年）からおよそ1年振りにリリースされた作品であり、作詞は石野卓球およびピエール瀧、作曲は石野および砂原良徳、プロデュースは石野による単独名義となっている。
本作はシングル用のレコーディングから緩慢な形で制作が開始され、アナログシンセサイザーはあまり使用されずサンプラーを多用する形でレコーディングが進められた。本作は一度完成した音源がマスタリング直前で没となり、時間がない中で再度ミックスのやり直しが行われた。ソロ活動においてテクノを基軸としていた石野は電気グルーヴにおいてはテクノにこだわらずに制作を行っていると発言、本作もテクノというジャンルでは総括できない作品であると述べている。
本作からは先行シングルとしてNHK-FMラジオ番組『ミュージックスクエア』のエンディングテーマおよび日産自動車「テラノ」のコマーシャルソングとして使用された「Shangri-La」がシングルカットされた他、TBS系テレビアニメ『さくらももこ劇場 コジコジ』（1997年 - 1999年）のエンディングテーマとして使用された「ポケット カウボーイ」がリカット、さらに収録曲である「ガリガリ君」が元ネタとなった赤城乳業「ガリガリ君」の非売品プレゼントCDとしてリリースされた。
本作はオリコンアルバムチャートにおいて最高位第3位となり、売り上げ枚数は30万枚を超え電気グルーヴのアルバムとしては最も売れた作品となり、さらに日本レコード協会からゴールド認定を受けている。

## 背景
7枚目のアルバム『ORANGE』（1996年）リリース後、電気グルーヴは同作を受けたコンサートツアー「ツアーめがね」を同年3月11日の宇都宮市文化会館公演を皮切りに、4月23日の日本武道館公演まで21都市全21公演を実施した。3月19日の神奈川県民ホール公演までは自主的にイベント制作を行うような形で楽しくツアーを遂行していたが、3月26日の広島厚生年金会館公演後の打ち上げ時、自身が女性に好かれていないことに気付いたピエール瀧が暴れだす事態となり、石野卓球はこの件について「ここから始まったんだ。ダーク・ツアーの幕開けが……」と述べている。3月29日の福岡サンパレス公演と同日、2年間マネージャーを務めた土井聡が辞職することになった。後任となった新マネージャーは数日後に「足が腫れた」「ボクもデビューしたい」という言葉を残して退任することになった。4月12日の伊勢崎市文化会館公演では本番中に機材トラブルにより演奏中止となり、中盤のセットリストがカットされる事態となったため自他共に認める「最悪のライブ」となった。ツアー最終日となる4月23日の日本武道館公演終了後、楽屋でトラブルが発生し石野および瀧は男泣きをする事態となり、深夜に大暴れした瀧は翌24日の日中に世田谷公園のベンチで目を覚ました。
ツアー中の4月11日にはエフエム東京ラジオ番組『電気グルーヴのドリルキングアワー』（1996年 - 1997年）の放送が開始、第1回目から放送作家が制作した原稿をメンバーは無視して進行、結果として第2回から原稿は用意されなくなった。4月26日には赤坂BLITZにて「ツアーめがね」の追加スペシャル・ライブが行われ、瀧と漫画家の天久聖一によって結成されたこの日限りのユニット「イボピアス」によるパフォーマンスが披露された。同ユニットにおいて瀧はハイレグ水着に垂れ目サングラスを着用した上で拳銃を所持、天久はシャネル・マークの腹掛けを着用した金太郎姿にステッキを携えており、両名とも睾丸を露出した状態であった。5月26日には中京テレビ放送の野外イベントライブ「ROCKじゃん!」に参加、メンバーは警察官の衣装で白バイに乗って登場し、カラオケによる演奏で沢田研二の楽曲「勝手にしやがれ」（1977年）およびサザンオールスターズの楽曲「勝手にシンドバッド」（1978年）が披露され、瀧がメインで歌い石野および砂原良徳は曲に合わせてアクセルをリズミカルに吹かすパフォーマンスを行った。7月には6枚目のシングル「虹」（1995年）の欧州盤がMFSからリリースされた。同曲は欧州において様々なアーティストによってリミックスされ、また様々なコンピレーション・アルバムに収録されることになった。
1997年1月1日、瀧は出演番組であったフジテレビ系子供向け番組『ポンキッキーズ』（1993年 - 2018年）の特別番組企画で富士山登頂に挑戦し、「いままで曲にしたことは実際に起こる」というジンクスを掲げ、模型の「ちょうちょ」と漫画『ドカベン』（1972年 - 1981年）の単行本をリュックに入れた状態で臨むも、「マジで死ぬかも」と思うほどの過酷なものであったため8合目半で断念した。3月18日には新宿リキッドルームにおいてライブ「歌う糞尿インターネット攻略本」が実施され、本作収録曲が初披露された他に当日の模様はMTVジャパンにて放送された。3月29日から30日には「ピエール瀧生誕30周年記念パーティー」の引出物として限定300本のみ制作されたビデオ『ピエール瀧の体操30歳』の撮影が行われた。4月8日には東京グランドホテルにて「ピエール瀧生誕30周年パーティー」が開催、司会はユースケ・サンタマリアが担当し、特別ゲストとして松本ハウスが出演、瀧は「力医師」を歌唱したものの内密で両親が招かれており、「さすがに親の前であれを歌うことほどキツいものはなかった」と述べている。4月28日から5月4日にかけて、石野はウエストバム主催のヨーロッパ最大の屋外イベントとなるメイデイ参加のためドイツへ渡航、同地でのDJプレイが切っ掛けとなり後の電気グルーヴの欧州進出へと繋がった。

## 録音、制作
1996年7月29日にシングルのプリプロダクションがホワイトベーススタジオにて開始され、制作された楽曲自体は没になったもののこの日から本作の制作作業が緩慢な状態で開始された。10月5日から8日に掛けて、本作の歌詞制作のために石野と瀧による合宿が伊豆にて行われたが、石野は「毎朝ノラ猫に魚肉ソーセージを与えていた記憶しかないね」と述べている。これまで緩慢な形で行われていたレコーディングであったが、11月11日にスタジオ入りし本格的な形で開始されることになった。先行シングルとしてリリースされた「Shangri-La」についてはそれまでの作品と異なる質感のものにするという方向性はあったものの、石野は「ただ、違ってればいいというものでもなくて、違っていながらも説得力のあるものというのがなかなか難しくて。電気グルーヴとして久々に出すシングルだし、時期的にそろそろ次の答えを出さないとヤバいときだったと思うんですよ」と述べている。またメンバー各自がすでにソロ活動を行っていたこともあり、各自がそれぞれスタジオに入って制作したものをまとめて電気グルーヴの作品としてリリースすることに葛藤があったため、それを打破するために3人にしか出来ないことを考えた結果システムをコンパクトにして常に音や声を出す環境が必要があったと石野は述べている。
2月16日にはレコーディングが終了し徹夜明けで本作のためのアーティスト写真撮影が行われたものの、直後にトラック・ダウンのやり直しが決定され、予定されていたロンドンでのマスタリング作業が中止となりリリース日の延期を余儀なくされた。3月19日に再トラック・ダウンが終了しレコーディングの全作業が完了したが、これに伴いプロモーションやアナログ・シングルの制作作業、ソロでの仕事などメンバーはハードスケジュールを強いられる事態となった。後年に石野はマスタリングまで終了した第一稿のプレイバックを聴いた瞬間に寒気を覚え、「あれ、こんなはずじゃないのに」と思ったことからすべてのミックスのやり直しが決定されたと述べている。アルバム制作時に予測した仕上がり具合と実際の出来上がりの音源にギャップがあったためにやり直しを行ったが、これについて石野は「たぶん根を詰め過ぎたんだよね。スタジオに寝泊まりしながら結構過密ななかでレコーディングしてたから、全体を見渡す余裕がなくなってた」と述べている。やり直しが決定したため急遽エンジニアに連絡と取り、時間がないために夜中の2時スタートという無理な要求をした上で本作の音源が完成、やり直し前の音源について瀧は「最初のはすごい暗かったし、小ぢんまりしてたんだよ、もっと構えが大きかったはずなのに、っていう」と述べている。
本作のレコーディングではNeve Electronicsのようなミキシング・コンソールは使用しておらず、初期の段階からスタジオにYAMAHA O2Rを持ち込み、Cubaseやサンプラー、シンセサイザー、ターンテーブルという設備で作業を行っていた。またレコーディング終盤にソニーのPCM-3348が設置してあるソニー・ミュージック信濃町スタジオに入るまでは一切マルチトラック・レコーダーには録音しておらず、その理由は一度マルチトラック・レコーダーに録音してしまうと尺の変更などが不可能となるため、ボーカル部分もサンプラーに取り込んだ上でプレイバックする方式を選んでいたと石野は述べている。レコーディング環境をコンパクトな形にした理由について、石野は自宅録音に近い環境にしたいとの欲求やフットワークを軽くしたいとの思いからであると述べた他、「大きいスタジオで何か始めようとすると、アシスタントを呼んでマイク立てて、チェックして、“さあどうぞ”って、そんなことやってる間に最初に思いついた気持ちはとっくに萎えますよね。それをなくそうと」と述べている。本作の制作において石野と砂原の役割分担は特になく、どちらかがリズム・トラックを制作した後にどちらかがベースの打ち込みを行い、その後に両名でサンプラーなどの音源を当てはめていく形で行われていた他、本作の特色として砂原が過去においてシーケンサーとしてVisionを使用していたところをCubaseに変更したことであり、2人で一つのシーケンサーを利用することが初めてであったと砂原は述べている。本作では曲間についても石野はこだわりを見せており、収録曲はクロスフェードする形で前後が繋がっている構成になっているが、入れ替わるタイミングには強いこだわりを持っていたと石野は述べている。曲同士を繋げる作業はマスタリング前にLogic Audioを使用して行っており、「0.001秒前」などコンマ以下の微調整を行っている他、「SMOKY BUBBLES」「ループ・ゾンビ」の2曲は完成前に曲間が決定しておりそこから曲構成が決められたとい石野は述べている。

## 使用機材と音楽性
本作の方向性について石野は「“現実”か“非現実”かっていう判断基準」であったと述べており、シンセサイザーでフレーズを打ち込んだ状態の音をそのまま使用するのは「現実過ぎる」との判断から一度サンプリングした上でレコードのノイズを混ぜ、さらにレートを落とした非現実的な音に近付けることを心掛けていたと述べている。曖昧な判断基準であったにも拘わらず、石野と砂原の間で齟齬は生まれずお互いに変えるべき音の選定は言葉にせずとも伝わっていたと石野は述べている。両者が言わずとも理解できる環境ではあったものの、以前より求めているレベルが向上していたことから作業には時間が掛かったと砂原は述べており、石野は音色の推敲に時間が掛かっているとした上で「1回作って、聴いて、また変えての繰り返しです。それを半年ぐらいやってました（笑）」と述べている。本作において使用した楽器の変化として、石野はシンセサイザーの使用率が大幅に減少したと述べており、6枚目のアルバム『DRAGON』（1994年）の頃には「アナログ・シンセ・バブル」とメンバー間で呼ばれるほど使用率が高い状態であったが、その当時よりも純然たるアナログシンセサイザーの割合は減少し7割から8割程度はサンプラーを使用している。本作ではローランド・TR-909はスタジオに持ち込んでおらず、リズム・トラックはすべてサンプラーによって制作され、石野はTR-909の音はサンプリングした方がコンプレッションされた音を制作するのに手っ取り早く、TR-909にて加工した音は既知の音になってしまうと述べている。石野によればブレイクビーツをそのままループで鳴らすことはせずバラして使用すると述べた他、バラして使用する際にノリを出す方法として石野はグループ・クオンタイズを使用することが多いと述べている。サンプリングのネタについて石野はサンプリングCDを通常は使用しているものの、本作においてはアナログ盤を多用していると述べている。
前作『ORANGE』（1996年）リリース当時から「昨今のテクノ・ブーム」という世の中の風潮があり、「テクノの電気グルーヴ」という紹介をされる事例が多くあったものの、それについては違和感を覚えていたと石野は述べている。石野は電気グルーヴにおいてはテクノに執着するつもりはなく、テクノは3人で制作する音楽ではないと述べている。電気グルーヴの音楽ジャンルについて、砂原は「電気グルーヴは電気グルーヴですね。今回は特にそうだと思うし」と述べており、石野は「収まりのいいレコード屋さんの棚がないんだよね。テクノでは違和感があるし、ジャパニーズ・ポップっていうのが何でもあって一番なじめるんだけど、やっぱ違和感あるしね」と述べている。本作ではインストゥルメンタルは1曲のみであり歌詞付きの楽曲が多いことから、インタビュアーから電気グルーヴにとって歌はどのような位置づけであるかと問われた石野は「すごく大事なものです」と述べており、以前は「オケと歌」という形で分けて考えていたものの、本作制作時点では「オケの中になじむ歌」というように声ネタに近い形で使用する考えに変化したと述べている。また歌詞の内容も「現実」か「非現実」かで判断しており、石野は「ある事柄をはっきり“こうだ”って言ってしまうと、その言葉から来るイメージってすごく限定されてしまうんで、それを極力なくすように心がけましたから」と述べている。本作において石野は前作の発展形は考えておらず、前作はあえて理解しやすい作風で制作したからこそ結論が出た部分もあると述べており、グループ自体に対してのケジメを付けるために極端な作風にし、そこから逆の方向へ進むことで振れ幅が大きくなるとも述べている。

## 楽曲
1. 「かっこいいジャンパー」 - WICKED JUMPER
メロディー部分のシンセサイザーはカーツウェル・K2000（英語版）を使用しているが、その音を砂原が所有するアープ2600（英語版）に取り込んだ上でサンプリング・エコーを拾って質感を変えたと石野は述べており、後半の逆回転のように聴こえる箇所はCLAVIA DMI Nord RackのコードをE-mu SP-1200（英語版）もしくはKORG SDM-1にてビットを落とし、1個のキーにオクターブでアサインしたものであり、1個のキーを押すことで高い方の音が先になり半分遅れて低い方の音が来るように制作したと砂原は述べている[14]。
2. 「VOLCANIC DRUMBEATS」
本曲のドラムスは山木秀夫が演奏したものをReCycle!でバラした上で使用している[14]。当初は4つ打ちのハードミニマルに歌が乗っている楽曲であったが、山木のドラムスが突出した演奏であったため楽曲の方向性を変えてタイトルもそれに応じて決定された[14]。ベース部分は石野がザ・サーフコースターズのリミックスを手掛けた際の素材をReCycle!でバラした上で、別のレコードのベースと組み合わせて制作したもので音色は似ていたものの全く異なるフレーズになっており、石野は他の楽曲においても同様の方法でベース部分を制作していると述べている[14]。
3. 「ポケット カウボーイ」 - POCKET COWBOY
9枚目のシングルとしてリカットされたが、本作収録バージョンはシングル・バージョンとはミックスが若干異なっている。詳細は「ポケット カウボーイ」の項を参照。
4. 「ユーのネヴァー」 - NEVER
本曲はスタジオ内でメンバー3名によるライブ録音でレコーディングされた[14]。石野および瀧がマイクを持った状態で石野がデータを動かすことや、砂原がターンテーブルを担当した状態で数テイクをマルチトラック・レコーダーに録音し、後にLogic Audioにて編集を行っている[14]。レコーディング時に歌詞が定まっておらず、石野が瀧に「好きに歌っていいよ」と指示したところ「ネヴァネヴァピスタチオ」というフレーズが出てきたために「それは残そう」との意見からそのまま歌詞として採用された[14]。
5. 「パラシュート」 - PARACHUTE
本曲は砂原による「何となくフュージョンぽいものにしよう」という思惑から制作された楽曲であり、ベース部分はReCycle!ではなくサンプラー本体で制作されたものの「ユーのネヴァー」と同じネタが使用されていると砂原は述べている[14]。石野によれば「ユーのネヴァー」および「パラシュート」、「ガリガリ君」は共通点があり、オーバーハイム・M-1000のプリセット音が挿入されているという[14]。
6. 「ガリガリ君」 - GARIGARI KUN
赤城乳業の氷菓「ガリガリ君」からタイトルが名付けられた。後にガリガリ君の懸賞で、漫画家である天久聖一の自作ポエムをフィーチャリングしたリミックス曲を収録したCDが非売品としてリリースされた。詳細は「ガリガリ君」の項を参照。
7. 「猫夏」 - CATY SUMMER
インストゥルメンタルの楽曲。メインのフレーズはローランド・Juno-106（英語版）で制作されており、女性ボーカルによるスキャット部分は普段は言わないような声で「ミ」や「マ」などの言葉を発したものを使用しているが、石野によればボーカル担当者は不安がっていたという[14]。30周年記念としてリリースされた15枚目のアルバム『30』（2019年）において、リアレンジ版となる「海猫夏」として収録されている[15]。
8. 「あすなろサンシャイン」 - ASUNARO SUNSHINE
本曲は当初前半のリズム・トラックとコードのみが決定しており、瀧のオペラ調のボーカルを乗せる案が思い浮かんだ石野はスタジオのロビーにいた瀧を呼び寄せ、「このメロディで好きな歌詞を歌ってみて」と指示したところいきなり「あすなろサンシャイン」と歌いだしたと述べている[14]。後半のディスコ部分で曲調が変化する箇所はベスタクスのアイソレーターであるDCR-1200を使用している[14]。
9. 「Shangri-La」
8枚目のシングルとしてリリースされたが、本作収録バージョンはシングル・バージョンとはミックスが異なっている。詳細は「Shangri-La」の項を参照。
10. 「SMOKY BUBBLES」
本曲はスタジオ内で石野と砂原が遊んでいる内に制作された楽曲[14]。アコースティック・ピアノは当初から古ぼけた質感を狙って録音されたものであり、録音時よりテンポを遅くした上でノイズを掛けた状態で使用している[14]。またその音源をサンプリングした上でハーモナイズした状態のものにレコードの「パチパチ」というノイズ音をミックスさせ、さらにサンプリングした上でモジュレーションを掛けたものであり、石野は「すごいいい感じのSP盤みたいな感じになりましたね」と述べている[14]。ボーカル部分にはイーブンタイド（英語版）のH3500によるピッチ・クオンタイズを掛けており、これについて石野は「歌ってジャストじゃないから、それを強制的に直されるのがいい質感になってるんですよ」と述べている[14]。
11. 「ループ ゾンビ」 - LOOP ZOMBIES
本曲はスタジオで生のドラムスを叩いて遊んでいた際に、砂原が叩いたいなたいリズムをサンプラーに録音し、ReCycle!でバラしてさらにいなたいパターンにしたものであり、全体的にイコライザーが掛かっているように聴こえるのはAKAI professionalのサンプラーのフィルターによるもので録音の際には2人で1台ずつリアルタイムで動かして制作したと砂原は述べている[14]。CD付属の歌詞カードにはディー・ツィマーメナー（ドイツ語版）のアルバム『Anja』（1983年）収録曲である「Weil Die Moral Schläft」からのサンプルを含むと記載されているが、実際に使用されたサンプル音源は同グループの同アルバム収録曲である「Zitronenmamas großer Traum」となっている。隠しトラックとして、漫画家の天久聖一による敬礼ボイスが収録されている。

## リリース、批評、チャート成績
| 専門評論家によるレビュー | 専門評論家によるレビュー |
| レビュー・スコア         | レビュー・スコア         |
| 出典                     | 評価                     |
| ------------------------ | ------------------------ |
| CDジャーナル             | 肯定的                   |

本作は1997年5月14日にキューン・ソニーレコードからCDおよびMDにてリリースされ、CDの初回限定盤はカラーケース仕様となっていた。本作からは同年3月21日に先行シングルとしてNHK-FMラジオ番組『ミュージックスクエア』のエンディングテーマとして、また6月18日からは日産自動車「テラノ」のコマーシャルソングとして使用された「Shangri-La (電気グルーヴの曲)」がシングルカットされた。6月21日にはアナログ・シングル「ASUNARO SUNSHINE」がリリースされ、「DUTCH SIDE」にはDJ ミーシャおよびレイドバック・ルークによるリミックス音源が収録され、「JAPANESE SIDE」には石野および砂原によるリミックス音源が収録された。
7月29日には本作のアナログ盤が限定レッドカラーヴァイナルの2枚組LPにてリリースされたが、プレスミスにより大幅に遅れたためこの時期でのリリースとなった。12月1日にはTBS系テレビアニメ『さくらももこ劇場 コジコジ』（1997年 - 1999年）のエンディングテーマとして使用された「ポケット カウボーイ」がシングルとしてリカットされた。1998年9月30日にはアナログ・シングル「ASUNARO SUNSHINE -TAKKYU ISHINO RECONSTRUCTION」がリリースされ、コンピレーション・アルバム『Mayday: Save the Robots: The Compilation』（1998年）に収録されたトラックおよびキャプテン・ファンクによるリミックス音源が収録された。同年10月には「ガリガリ君」が元ネタとなった赤城乳業「ガリガリ君」の非売品プレゼントCDとしてリリースされた。1999年には本作とリミックス・アルバム『recycled A』を2枚組にした『Double A』が欧州にてリリースされたが、「ループゾンビ」のサンプリングの元ネタであるディー・ツィマーメナーの権利元を探したものの判明せず、指摘された時点で権利料を支払うつもりでリリースしたものの、後に本人達に直接知られてしまい「おれ達の曲を捕まえてゾンビとは何事だ!」とクレームが入ったこともあり、出荷枚数があまり出回っていない段階で出荷停止となった。同作は出回りが少なく「幻の一枚」となっており、一時期は中古価格で5万円を超える金額になった他、同作のデザインは本作と同様に常盤響が担当しておりアメリカエアラインをイメージしたものになっている。
音楽情報サイト『CDジャーナル』では本作が難産であったことを指摘した上で、「かつてない懐の深さと独自性」を本作によって電気グルーヴが入手できたと述べ称賛、さらに本作がテクノの枠組みから逸脱した電気グルーヴのみが到達できる世界へ飛躍した作品であるとした上で、「彼らの徹底的に屈折した攻撃性は、我々が今いるこの世界を過激に歪ませる」と総括した。本作はオリコンアルバムチャートにおいて最高位第3位の登場週数14回で売り上げ枚数は34.3万枚となった。本作の売り上げ枚数は電気グルーヴのアルバム売上ランキングにおいて第1位となっている。本作は2021年および2022年に実施されたねとらぼ調査隊による電気グルーヴのアルバム人気ランキングにおいて共に第3位となった。

## アートワーク
本作はすでにタイトルが決定していたこともあり、ジャケットはタイトルに合わせて可能な限りシンプルなものにするという方向性が打ち出された。チューリップを出すというアイデアは石野が発案し、砂原がデザイナーと交渉する形で作業が進められた。瀧によればアルバムを象徴するような記号があれば後年になっても「ああ、これは『A』の頃だ」と分かるようにする意図があったためであり、プロモーションにおいても必ずチューリップを用意していたという。ジャケットの色は従来からの発想で今回は赤という形で決定されたものであり、タイトル文字も大きさと位置のみを決定するだけであったという。本作で使用された写真撮影はミッチイケダが担当しており、洋楽のミュージシャンを多く担当しているイケダの写真について石野は「写りがいいよね」と述べている。本作制作時には特にビジュアルに対するイメージはなく、音源の仕上がりが良く周囲のスタッフも含めて大きな手応えを感じていたことから、作品に対する自信があったためにビジュアルに対する細かなアイデアは不必要であり、メンバー各自の個性を活かしたものではなくグループとしてのビジュアル制作が行われたと瀧は述べている。本作のデザイン担当は砂原と音楽ユニットを結成したことがある常盤響であったため、砂原が仲介役となって作業が進められた。砂原と常盤の間では「とにかくできるだけシンプルにいこう」との方向性が打ち出され、イメージカラーが「赤」に決定されたことからケースも赤色にして、文字は赤に対して最も目立つ黄色にすることを決定、本作のアートワークについて砂原は「イメージを絞り込んで目的に向かって収斂させていくことで、プロダクションの統一感みたいなものが出てくるので、チューリップもその意味では繋がってると思います」と述べている。

## ツアー
本作を受けたコンサートツアーは「野球ディスコ」と題し、1997年5月15日の広島並木パラスト公演を皮切りに、8月16日の赤坂BLITZ公演まで7都市全11公演が実施された。カラオケの完パケが遅れたためにツアー開始前日のゲネプロで初めてスタッフ側に構成が知らされるという波乱の幕開けとなり、さらに会場となった広島並木パラストは結婚式場のためスタンディングによるライブが初めての試みであった。そのため演奏が開始されると床がしなり、階下のシャンデリアが揺れるために公演中止が検討される事態となった。5月19日には札幌ファクトリーホール公演が行われたが、公演終了後には東京へ帰還しその後次の開催地に向かうというハードスケジュールが強行されており、これについて石野は「電気グルーヴ史上、もっとも忙しかった時期。そんで、一番売れてた頃」と述べている。5月24日の福岡DRUM LOGOS公演において、ツアー開始以来初めて「Shangri-La」を演奏。ツアー中の6月2日、以前より体調を崩していた砂原が入院する事態となり、6月17日および18日に予定されていた赤坂BLITZ公演は8月15日および16日に延期された。8月の振り替え公演では6月までのツアーにて使用されていたカラオケが修正され、最終曲が「カフェ・ド・鬼」から「電気ビリビリ」に変更された。ツアー最終日となった8月16日の赤坂BLITZ公演の模様はライブ・ビデオ『野球ディスコ』（1997年）に収録された。

## 収録曲

### CD盤
- CD付属の歌詞カードに記載されたクレジットを参照[26]。また、7曲目はインストゥルメンタルとなっている。

| #         | タイトル                                   | 作詞                 | 作曲                   | 時間  |
| --------- | ------------------------------------------ | -------------------- | ---------------------- | ----- |
| 1.        | 「かっこいいジャンパー」(WICKED JUMPER)    | 石野卓球             | 石野卓球               | 7:41  |
| 2.        | 「VOLCANIC DRUMBEATS」                     | 石野卓球、ピエール瀧 | 石野卓球               | 3:52  |
| 3.        | 「ポケット カウボーイ」(POCKET COWBOY)     | ピエール瀧           | 石野卓球               | 4:03  |
| 4.        | 「ユーのネヴァー」(NEVER)                  | 石野卓球             | 石野卓球、砂原良徳     | 4:14  |
| 5.        | 「パラシュート」(PARACHUTE)                | ピエール瀧           | 砂原良徳               | 8:30  |
| 6.        | 「ガリガリ君」(GARIGARI KUN)               | 電気グルーヴ         | 電気グルーヴ           | 5:46  |
| 7.        | 「猫夏」(CATY SUMMER)                      |                      | 石野卓球、砂原良徳     | 6:56  |
| 8.        | 「あすなろサンシャイン」(ASUNARO SUNSHINE) | 電気グルーヴ         | 電気グルーヴ           | 9:08  |
| 9.        | 「Shangri-La」                             | 電気グルーヴ         | Silvetti、電気グルーヴ | 5:10  |
| 10.       | 「SMOKY BUBBLES」                          | 石野卓球             | 石野卓球、砂原良徳     | 7:10  |
| 11.       | 「ループ ゾンビ」(LOOP ZOMBIES)            | 石野卓球、ピエール瀧 | 石野卓球、砂原良徳     | 3:13  |
| 合計時間: | 合計時間:                                  | 合計時間:            | 合計時間:              | 65:43 |

| #   | タイトル          | 作詞 | 作曲               | 時間 |
| --- | ----------------- | ---- | ------------------ | ---- |
| 12. | 「Shangri-joppo」 |      | 石野卓球、砂原良徳 | 5:41 |

### LP盤
| #         | タイトル                                | 作詞                 | 作曲      | 時間  |
| --------- | --------------------------------------- | -------------------- | --------- | ----- |
| 1.        | 「かっこいいジャンパー」(WICKED JUMPER) | 石野卓球             | 石野卓球  | 7:41  |
| 2.        | 「VOLCANIC DRUMBEATS」                  | 石野卓球、ピエール瀧 | 石野卓球  | 3:52  |
| 3.        | 「ポケット カウボーイ」(POCKET COWBOY)  | ピエール瀧           | 石野卓球  | 4:03  |
| 合計時間: | 合計時間:                               | 合計時間:            | 合計時間: | 15:36 |

| #         | タイトル                     | 作詞         | 作曲               | 時間  |
| --------- | ---------------------------- | ------------ | ------------------ | ----- |
| 1.        | 「ユーのネヴァー」(NEVER)    | 石野卓球     | 石野卓球、砂原良徳 | 4:14  |
| 2.        | 「パラシュート」(PARACHUTE)  | ピエール瀧   | 砂原良徳           | 8:30  |
| 3.        | 「ガリガリ君」(GARIGARI KUN) | 電気グルーヴ | 電気グルーヴ       | 5:46  |
| 合計時間: | 合計時間:                    | 合計時間:    | 合計時間:          | 18:30 |

| #         | タイトル                                   | 作詞         | 作曲               | 時間  |
| --------- | ------------------------------------------ | ------------ | ------------------ | ----- |
| 1.        | 「猫夏」(CATY SUMMER)                      |              | 石野卓球、砂原良徳 | 6:56  |
| 2.        | 「あすなろサンシャイン」(ASUNARO SUNSHINE) | 電気グルーヴ | 電気グルーヴ       | 9:08  |
| 合計時間: | 合計時間:                                  | 合計時間:    | 合計時間:          | 16:04 |

| #         | タイトル                        | 作詞                 | 作曲                   | 時間  |
| --------- | ------------------------------- | -------------------- | ---------------------- | ----- |
| 1.        | 「Shangri-La」                  | 電気グルーヴ         | Silvetti、電気グルーヴ | 5:10  |
| 2.        | 「SMOKY BUBBLES」               | 石野卓球             | 石野卓球、砂原良徳     | 7:10  |
| 3.        | 「ループ ゾンビ」(LOOP ZOMBIES) | 石野卓球、ピエール瀧 | 石野卓球、砂原良徳     | 3:13  |
| 合計時間: | 合計時間:                       | 合計時間:            | 合計時間:              | 15:33 |

## スタッフ・クレジット
- CD付属の歌詞カードに記載されたクレジットを参照[26]。

### 電気グルーヴ
- 石野卓球 – ボーカル、プログラム[27]
- 砂原良徳 – プログラム[27]
- ピエール瀧 – ボーカル[27]

### 参加ミュージシャン
- 山木秀夫 – ドラムス（2曲目）
- 田中フミヤ – ターンテーブル（6曲目）
- 太宰百合 – エレクトリックピアノ、アコースティックピアノ、キーボード（5, 7, 10曲目）
- 佐々木久美 – ボイス（5, 7曲目）
- 村山達哉 – ストリングス・アレンジ（8曲目）
- 金原千恵子 – ストリングス（8曲目）
- 天久聖一 – 敬礼ボイス
- 安藤裕子 – イングリッシュ・ボイス
- マイク・ヴァン・ダイク – ジャーマン・ボイス

### 録音スタッフ
- 石野卓球 – プロデューサー
- 上原キコウ – エンジニア、ハナガラ、ミキシング・エンジニア（3, 4, 9, 11曲目）、出前番長
- 渡辺省二郎 – ミキシング・エンジニア（1, 5, 6, 7, 10曲目）
- 松本靖雄 – ミキシング・エンジニア（2, 8曲目）
- 服部美香（ホワイトベーススタジオ） – アシスタント・エンジニア
- 山崎太郎（サウンドアトリエ） – アシスタント・エンジニア
- 吉羽貴史（ハートビートスタジオ） – アシスタント・エンジニア
- 原剛（ソニー信濃町スタジオ） – アシスタント・エンジニア
- 藤原成文（ソニー信濃町スタジオ） – アシスタント・エンジニア
- 田中三一 – マスタリング・エンジニア
- 安部良一 – ディレクター
- 道下善之 (STONE BROKE) – マネージメント
- 畑信弘 – プロモーション
- 石井俊雄 – エグゼクティブ・プロデューサー

### 美術スタッフ
- 常盤響 (MARS ART LAB.) – アート・ディレクション、デザイン
- ミッチイケダ – 写真撮影
- 相川博昭 – 写真撮影

### その他スタッフ
- 土井聡 (MAZO BARON) – スペシャル・サンクス
- 今利光 – スペシャル・サンクス
- 宇山弥和子 – スペシャル・サンクス
- 増渕俊之 – スペシャル・サンクス
- 岩村ゆかり – スペシャル・サンクス
- 渡部高士 – スペシャル・サンクス
- YO-C – スペシャル・サンクス
- マーク・リーダー（英語版） – スペシャル・サンクス
- TORSTEN AND ALL AT MFS（英語版） – スペシャル・サンクス
- トビーネイション – スペシャル・サンクス
- アンディ・アブソロン – スペシャル・サンクス
- 弘石雅和 – スペシャル・サンクス
- ザ・天久聖一 – スペシャル・サンクス
- 椎名基樹 – スペシャル・サンクス
- タナカカツキ – スペシャル・サンクス
- かねまつこういち – スペシャル・サンクス
- 大森政人 – スペシャル・サンクス
- TOMOKO – スペシャル・サンクス
- MAKO – スペシャル・サンクス
- 佐藤生子 – スペシャル・サンクス
- 山本圭三 – スペシャル・サンクス
- 田中秀幸 – スペシャル・サンクス
- 永田一直 – スペシャル・サンクス
- 會田茂一 – スペシャル・サンクス
- 島田由夫 (edition GASPARD, inc) – スペシャル・サンクス
- きしひろき (SPARK) – スペシャル・サンクス
- 関智行 (T.A.R. LABORATORY) – スペシャル・サンクス
- 真島三夫（東京舞台照明） – スペシャル・サンクス
- 佐藤雅彦 (ONE POINT) – スペシャル・サンクス
- 尾崎隆晴 – スペシャル・サンクス
- 鈴木恵子 – スペシャル・サンクス
- 鈴木光介 – スペシャル・サンクス
- スージー甘金 – スペシャル・サンクス
- Davis – スペシャル・サンクス
- 仲座和 – スペシャル・サンクス
- OR STUDIO – スペシャル・サンクス
- TWO RANK STUDIO – スペシャル・サンクス
- オール・ドリルキングアワー・スタッフ – スペシャル・サンクス
- R&R NEWSMAKER – スペシャル・サンクス
- CUTIE – スペシャル・サンクス
- ROCKIN'ON JAPAN – スペシャル・サンクス
- テレビブロス – スペシャル・サンクス
- ポンキッキーズ – スペシャル・サンクス
- ELEMENTS – スペシャル・サンクス
- 河合楽器 – スペシャル・サンクス
- FIVE G – スペシャル・サンクス
- PACO – スペシャル・サンクス
- カメオインタラクティブ – スペシャル・サンクス

## チャート、認定
| チャート         | 最高順位 | 登場週数 | 売上数   | 出典  |
| ---------------- | -------- | -------- | -------- | ----- |
| 日本（オリコン） | 3位      | 14回     | 34.3万枚 | [ 3 ] |

| 国/地域 | 認定組織         | 日付      | 認定     | 売上数   | 出典  |
| ------- | ---------------- | --------- | -------- | -------- | ----- |
| 日本    | 日本レコード協会 | 1997年6月 | ゴールド | 200,000+ | [ 4 ] |

## リリース日一覧
| No. | 地域       | リリース日    | レーベル                               | 規格         | カタログ番号  | 備考                                                                        | 出典          |
| --- | ---------- | ------------- | -------------------------------------- | ------------ | ------------- | --------------------------------------------------------------------------- | ------------- |
| 1   | 日本       | 1997年5月14日 | キューン・ソニーレコード               | CD           | KSC2 184      | 初回生産分のみカラーケース仕様                                              | [ 16 ] [ 28 ] |
| 2   | 日本       | 1997年5月14日 | キューン・ソニーレコード               | MD           | KSY2 2056     |                                                                             | [ 29 ] [ 30 ] |
| 3   | 日本       | 1997年7月29日 | キューン・ソニーレコード               | 2枚組LP      | SYUM 0029〜30 |                                                                             |               |
| 4   | ヨーロッパ | 1999年        | ソニー・ミュージックエンタテインメント | 2枚組CD      | 492895 10     | 『recycled A』との2枚組で『Double A』としてリリース ボーナストラック1曲収録 |               |
| 5   | 日本       | 2004年2月26日 | ソニー・ミュージックレーベルズ         | AAC-LC       | -             | デジタル・ダウンロード                                                      | [ 31 ]        |
| 6   | 日本       | 2004年2月26日 | ソニー・ミュージックレーベルズ         | ロスレスFLAC | -             | デジタル・ダウンロード                                                      | [ 32 ]        |